# Dietrichswinde
Dietrichswinde, auch Dietrichswinden geschrieben, ist eine Wüstung in der Gemarkung im Ortsteil Gräfinau-Angstedt der Stadt Ilmenau im Ilm-Kreis in Thüringen.

## Lage
Hinweise zur genauen Lage der Wüstung fehlen noch. Es steht aber fest, dass sie sich in der Gemarkung Gräfinau befindet.

## Geschichte
Das Forst- und Jagd-Archivportal Thüringen im Online-Findebuch enthält einen Briefwechsel mit Heinrich und Philipp von Witzleben zu Gräfinau zum Gehölz in der Wüstung Dietrichswinden. Im Ortsverzeichnis des Sprengels des Stadtarchivs Rudolstadt 1826 wurde Dietrichswinde als wüst bezeichnet.